# Ascetophantes asceticus
Ascetophantes asceticus (Tanasevič, 1987) è un ragno appartenente alla famiglia Linyphiidae.
È l'unica specie nota del genere Ascetophantes.

## Distribuzione
La specie è stata rinvenuta in Nepal; a Mai Pokhari nel distretto di Ilam .

## Tassonomia
Dal 2006 non sono stati esaminati esemplari, né sono state descritte sottospecie al 2012.